# Cephalaria scabra
Cephalaria scabra är en tvåhjärtbladig växtart som först beskrevs av Carl von Linné d.y., och fick sitt nu gällande namn av Johann Jakob Roemer och Schult. Cephalaria scabra ingår i släktet jätteväddar, och familjen Dipsacaceae. Inga underarter finns listade i Catalogue of Life.